# Пере Боррель дель Казо
Пере Боррель дель Казо, також дель Касо (нар. 13 грудня 1835, Пучсерда — пом. 16 травня 1910, Барселона) — каталонський художник, рисувальник і аквареліст.

## Біографія
Пере Боррель дель Казо все своє життя залишався пов'язаним із місцем свого народження в Серданьї в Піренеях. Там він мав свій будинок, хоча центром його життя була Барселона. Боррель був художником природи. Він також присвятив себе — під впливом назареїв — релігійним темам. Його найвідоміша картина — Escapando de la critica («Втеча від критики») 1874 року є чудовим прикладом тромплею.
Боррелю двічі пропонували стати головою «La Lotja», найвидатнішої мистецької школи Барселони. Щоразу він відмовлявся, воліючи керувати власною незалежною академією мистецтв. Багато іспанських художників перебували під впливом його академії та його самого, серед них Рома Рібера, Рікард Каналс, Адріа Гуаль, Ксав'єр Ногес та інші.

## Виставка
- 2010: Täuschend echt. Illusion und Wirklichkeit in der Kunst, Bucerius Kunst Forum, Hamburg